# Аеродром Сомбор
Аеродром Сомбор је аеродром код града Сомбора. 
Налази се 7 km југозападно од Сомбора, 9 km североисточно од Апатина, између села Купусина (западно) и Пригревица (југоисточно). Северозападно пролази пут број 101, јужно је канал Дунав-Тиса-Дунав, а неколико километара северно је Велики бачки канал. Неколико километара северозападно пролази железничка пруга из Сомбора према Апатину, а источно пролази железничка пруга која води од Сомбора према Пригревици и Сонти, један крак пруге води директно на аеродром. Северно је железничка станица Буковац и салашарско насеље Централа, источно је насеље Буковац и река Мостонга.

## Историја
Саградиле су га мађарска и немачка војска током окупације за време Другог светског рата. Полетно-слетна стаза је била бетонска, дуга 1200 m, широка 60 m. Налази се на надморској висини од 83 метра. Аеродром је војни а намера је да постане цивилни. За време НАТО агресије аеродром је претпео знатна оштећења.